# Bukovica Velika (Derventa)
Pour les articles homonymes, voir Bukovica Velika.
Bukovica Velika (en serbe cyrillique : Буковица Велика) est un village de Bosnie-Herzégovine. Il est situé dans la municipalité de Derventa et dans la république serbe de Bosnie. Selon les premiers résultats du recensement bosnien de 2013, il compte 141 habitants.

## Démographie

### Évolution historique de la population dans la localité
| 1948 | 1953 | 1961 | 1971 | 1981 | 1991 | 2013 |
| ---- | ---- | ---- | ---- | ---- | ---- | ---- |
| -    | -    | -    | 976  | 799  | 544, | 141  |

|  |

### Communauté locale
En 1991, Bukovica Velika faisait partie de la communauté locale de Bukovica qui comptait 751 habitants, répartis de la manière suivante :